# Список умерших в 678 году

## Апрель
- 11 апреля — Домн — Папа Римский (676—678).

## Июль
- 13 июля — Аиша бинт Абу Бакр — жена пророка Мухаммеда.

## Дата смерти неизвестна или требует уточнения
- Арбогаст Страсбургский — святой, почитаемый Римско-католической Церковью, и местночтимый святой Берлинской и Германской епархии РПЦ МП; епископ Страсбурга (до 678).
- Вальберт — святой из Эно.
- Генезий Лионский — 37-й епископ Лионский (658—678), святой римско-католической церкви.
- Колгу мак Файльбе Флайнн — король Мунстера (665/666 — 678).
- Ротарий, епископ Страсбурга.
- Укба ибн Амир аль-Джухани — сподвижник пророка Мухаммеда.
- Усама ибн Зейд — сподвижник пророка Мухаммеда.